# Награда Хатча

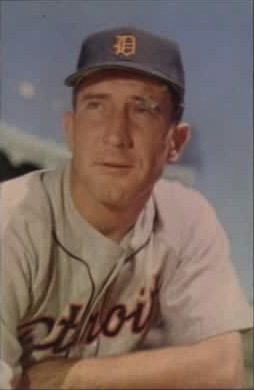
Питчер «Детройт Тайгерс» Фред Хатчинсон, в честь которого названа награда.

Награда Хатча (англ. Hutch Award) ежегодно присуждается игрокам Главной лиги бейсбола, которые «наилучшим образом воплощают мужество и самоотверженность покойного Фреда Хатчинсона». Она названа в честь питчера и тренера Фреда Хатчинсона, умершего от рака лёгких в возрасте сорока пяти лет в 1964 году. Спустя год после его смерти телеведущий и комментатор Боб Принс, журналист Джим Энрайт и спортивный редактор Dayton Journal Herald Риттер Коллет учредили награду в память о Хатчинсоне. Дополнительно ими была учреждена специальная памятная стипендия для студентов-медиков, занимающихся исследованиями в области онкологии. Первое вручение награды состоялось в 1965 году, её лауреатом стал игрок «Нью-Йорк Янкис» Микки Мэнтл, за свою карьеру перенесший ряд серьёзных травм коленей. До 1986 года спонсором награды выступал фонд Dapper Dan Charities, учреждённый спортивным редактором Pittsburgh Post-Gazette Элом Абрамсом. С 1987 года по настоящее время награда присуждается Онкологическим центром имени Фреда Хатчинсона, который был основан братом бейсболиста доктором Уильямом Хатчинсоном в 1965 году. Вручение награды проводится во время ежегодного благотворительного обеда на стадионе клуба «Сиэтл Маринерс».

## Лауреаты награды
| Год  | Игрок            | Фото | Команда                | Комментарий | Ссылки |
| ---- | ---------------- | ---- | ---------------------- | --- | ------ |
| 1965 | Микки Мэнтл      |      | Нью-Йорк Янкис         | За упорство, с которым игрок боролся с травмами на всём протяжении своей карьеры. | [ 4 ]  |
| 1966 | Сэнди Коуфакс    |      | Лос-Анджелес Доджерс   | |        |
| 1967 | Карл Ястржемский |      | Бостон Ред Сокс        | — |        |
| 1968 | Пит Роуз         |      | Цинциннати Редс        | — |        |
| 1969 | Эл Кейлайн       |      | Детройт Тайгерс        | — |        |
| 1970 | Тони Конильяро   |      | Бостон Ред Сокс        | — |        |
| 1971 | Джо Торри        |      | Сент-Луис Кардиналс    | — |        |
| 1972 | Бобби Толан      |      | Цинциннати Редс        | — |        |
| 1973 | Джон Хиллер      |      | Детройт Тайгерс        | — |        |
| 1974 | Дэнни Томпсон    |      | Миннесота Твинс        | — |        |
| 1975 | Гэри Нолан       |      | Цинциннати Редс        | — |        |
| 1976 | Томми Джон       |      | Лос-Анджелес Доджерс   | — |        |
| 1977 | Уилли Маккови    |      | Сан-Франциско Джайентс | — |        |
| 1978 | Уилли Старджелл  |      | Питтсбург Пайрэтс      | — |        |
| 1979 | Лу Брок          |      | Сент-Луис Кардиналс    | — |        |
| 1980 | Джордж Бретт     |      | Канзас-Сити Роялс      | — |        |
| 1981 | Джонни Бенч      |      | Цинциннати Редс        | — |        |
| 1982 | Андре Торнтон    |      | Кливленд Индианс       | — |        |
| 1983 | Рэй Найт         |      | Хьюстон Астрос         | — |        |
| 1984 | Дон Робинсон     |      | Питтсбург Пайрэтс      | — |        |
| 1985 | Рик Рашел        |      | Питтсбург Пайрэтс      | — |        |
| 1986 | Деннис Леонард   |      | Канзас-Сити Роялс      | — |        |
| 1987 | Пол Молитор      |      | Милуоки Брюэрс         | — |        |
| 1988 | Рон Остер        |      | Цинциннати Редс        | — |        |
| 1989 | Дэйв Дравеки     |      | Сан-Франциско Джайентс | — |        |
| 1990 | Сид Брим         |      | Питтсбург Пайрэтс      | — |        |
| 1991 | Билл Вегман      |      | Милуоки Брюэрс         | — |        |
| 1992 | Карни Лэнсфорд   |      | Окленд Атлетикс        | — |        |
| 1993 | Джон Олеруд      |      | Торонто Блю Джейс      | — |        |
| 1994 | Андре Доусон     |      | Бостон Ред Сокс        | — |        |
| 1995 | Джим Эбботт      |      | Калифорния Энджелс     | — |        |
| 1996 | Омар Вискель     |      | Кливленд Индианс       | — |        |
| 1997 | Эрик Дэвис       |      | Балтимор Ориолс        | — |        |
| 1998 | Дэвид Кон        |      | Нью-Йорк Янкис         | — |        |
| 1999 | Шон Кейси        |      | Цинциннати Редс        | — |        |
| 2000 | Джейсон Джамби   |      | Окленд Атлетикс        | — |        |
| 2001 | Курт Шиллинг     |      | Аризона Даймондбэкс    | — |        |
| 2002 | Тим Сэлмон       |      | Анахайм Энджелс        | — |        |
| 2003 | Джейми Мойер     |      | Сиэтл Маринерс         | — |        |
| 2004 | Тревор Хоффман   |      | Сан-Диего Падрес       | — |        |
| 2005 | Крейг Биджио     |      | Хьюстон Астрос         | — |        |
| 2006 | Марк Лоретта     |      | Бостон Ред Сокс        | — |        |
| 2007 | Майк Суини       |      | Канзас-Сити Роялс      | За активное участие Суини и его супруги в программе «Возрождение бейсбола», в рамках которой организуются детские и молодёжные бейсбольные лагеря, оказывается помощь малоимущим. | [ 5 ]  |
| 2008 | Йон Лестер       |      | Бостон Ред Сокс        | В августе 2006 года Лестеру была диагностирована анапластическая крупноклеточная лимфома. Он прошёл шесть курсов химиотерапии и вернулся на поле летом 2007 года. | [ 6 ]  |
| 2009 | Марк Тихен       |      | Канзас-Сити Роялс      | За помощь в сборе средств и выступления в поддержку программы, давшей возможность детям с физическими и умственными проблемами играть в бейсбол. | [ 7 ]  |
| 2010 | Тим Хадсон       |      | Атланта Брэйвз         | За поддержку деятельности Make-A-Wish Foundation и основание собственного благотворительного фонда. | [ 8 ]  |
| 2011 | Билли Батлер     |      | Канзас-Сити Роялс      | Вместе со своей супругой с 2008 года занимается обеспечением продуктами малоимущих семей в Канзас-Сити. | [ 9 ]  |
| 2012 | Барри Зито       |      | Сан-Франциско Джайентс | За основание фонда Strikeouts for Troops, оказывающего помощь ветеранам боевых действий и членам их семей, а также поддержку других благотворительных организаций. | [ 10 ] |
| 2013 | Рауль Ибаньес    |      | Сиэтл Маринерс         | За активное участие в общественной деятельности: организацию ежегодного благотворительного турнира по гольфу, поддержку детской больницы Сиэтла, программ по обеспечению доступности книг для подростков и противодействия бытовому насилию. | [ 11 ] |
| 2014 | Алекс Гордон     |      | Канзас-Сити Роялс      | За многолетнюю благотворительную деятельность. Вместе с супругой Джейми он в течение восьми лет поддерживал фонд Alex's Lemonade Stand, оказывал помощь в сборе средств на исследования рака у детей, участвовал в финансировании научных программ медицинского центра Канзасского университета и Института медицинских исследований Стоуэрса в Канзас-Сити. | [ 12 ] |
| 2015 | Адам Уайнрайт    |      | Сент-Луис Кардиналс    | Вместе с супругой Дженни он основал благотворительный фонд 25:35, занимавшийся строительством детского дома и обеспечением питьевой водой пострадавших от землетрясения на Гаити в 2010 году. | [ 13 ] |
| 2016 | Дастин Макгоуэн  |      | Майами Марлинс         | За активное участие в мероприятиях, проводимых Институтом исследования диабета. Макгоуэну диагностирован диабет, он играет с инсулиновой помпой. | [ 14 ] |
| 2017 | Джейк Дикман     |      | Техас Рейнджерс        | За поддержку и участие в мероприятиях по сбору средств для фонда, занимающегося борьбой с болезнью Крона и колитами. | [ 15 ] |
| 2018 | Стивен Пискотти  |      | Окленд Атлетикс        | За мужество, проявленное после того, как его матери диагностировали боковой амиотрофический склероз. После её смерти Пискотти, его отец и братья организовали сбор средств для финансирования проекта по поиску лекарства от этой болезни. | [ 1 ]  |